# 샌디에이고 코믹콘 인터내셔널

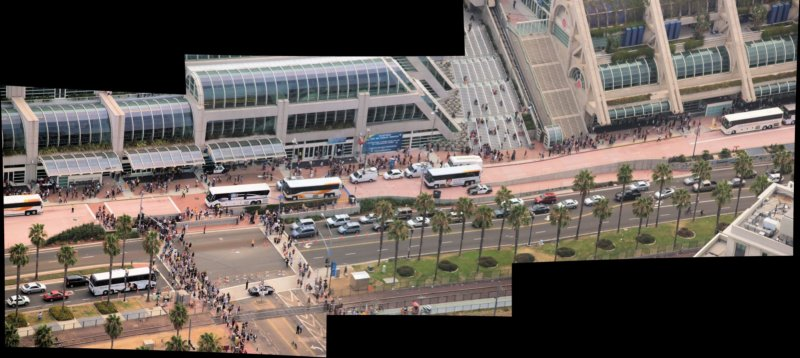
2011년 개최 당시 모습

샌디에이고 코믹콘 인터내셔널(영어: San Diego Comic-Con International)은 캘리포니아주 샌디에이고에서 개최되는 만화 등 대중 문화에 관한 컨벤션인 동시에 그것을 운영하는 비영리 단체이다. 프랑스에 이어 세계에서 두 번째로 큰 규모를 자랑하고 있으며, 전시회에서 발생된 수익금은 모두 펀드화되었다가 다음 컨벤션과 관련 행사에 사용된다.
1970년에 골든 스테이트 코믹 북 컨벤션으로 셸 도프, 리처드 알프, 켄 크루거, 마이크 토우리에 의해 설립되었다. 처음에는 만화나 SF 판타지 영화 등이 중심이었지만, 해마다 문화의 폭을 넓히고 있으며 하루에 약 12만 5천명이 방문하는 컨벤션이 되었다. 1991년 이후 매년 다른 비영리 단체가 관리하는 컨벤션 센터에서 개최된다.
2020년 행사는 코로나19 범유행으로 인해 사상 최초로 개최가 취소되었다.

## 같이 보기
- 코믹콘
- 팬덤
- 원더콘